# 13-Lachter-Stollen
Der 13-Lachter-Stollen (zuvor auch Tiefer Wildemann-Stollen genannt) ist ein Wasserlösungsstollen des Oberharzer Bergbaus und die älteste noch erhaltene Bergwerksanlage im Oberharz.
Das Mundloch des Stollens befindet sich in Wildemann (Berg- und Universitätsstadt Clausthal-Zellerfeld). Von hier aus erstreckt er sich über eine Länge von 8,9 km bis zur Grube Caroline bei Clausthal-Zellerfeld.
Der 13-Lachter-Stollen wurde 2010 als ein Teil des Oberharzer Wasserregals zum Weltkulturerbe der UNESCO ernannt.

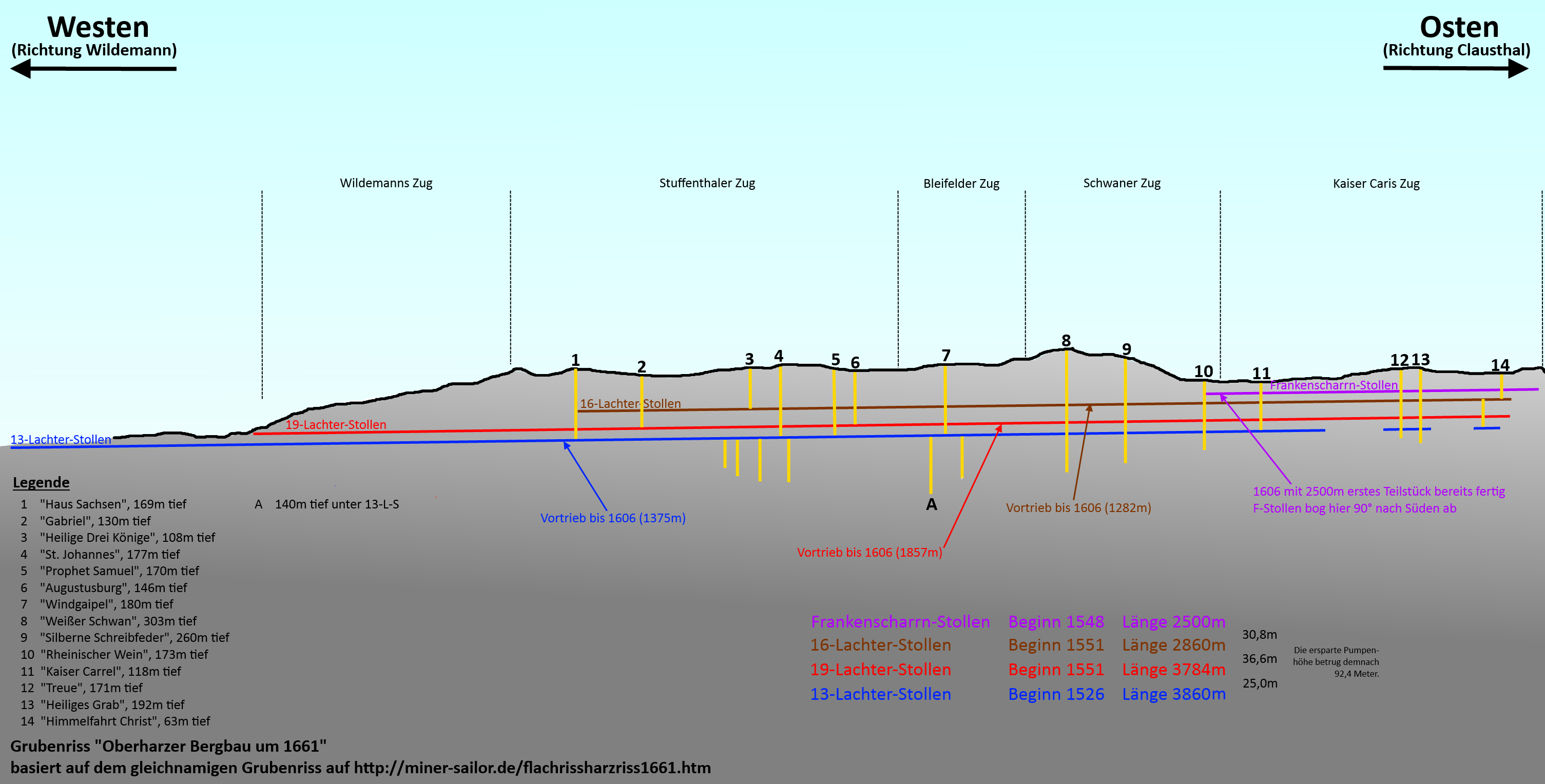
Grubenriss von 1661 mit der Lage des 13-Lachter-Stollens

## Geschichte
Bereits im 14. Jahrhundert soll an der Stelle des späteren Mundlochs der Alte Mann Erz geschürft haben, bevor im Jahre 1347 der Schwarze Tod den Oberharz weitgehend entvölkerte. Neben der Pest hat vermutlich auch ein einsetzender Holzmangel sowie Schwierigkeiten bei der Wasserhaltung der immer tiefer werdenden Bergwerke zur Folge, dass der Bergbau zum Erliegen gebracht wurde.

### Nutzung als Wasserlösungsstollen

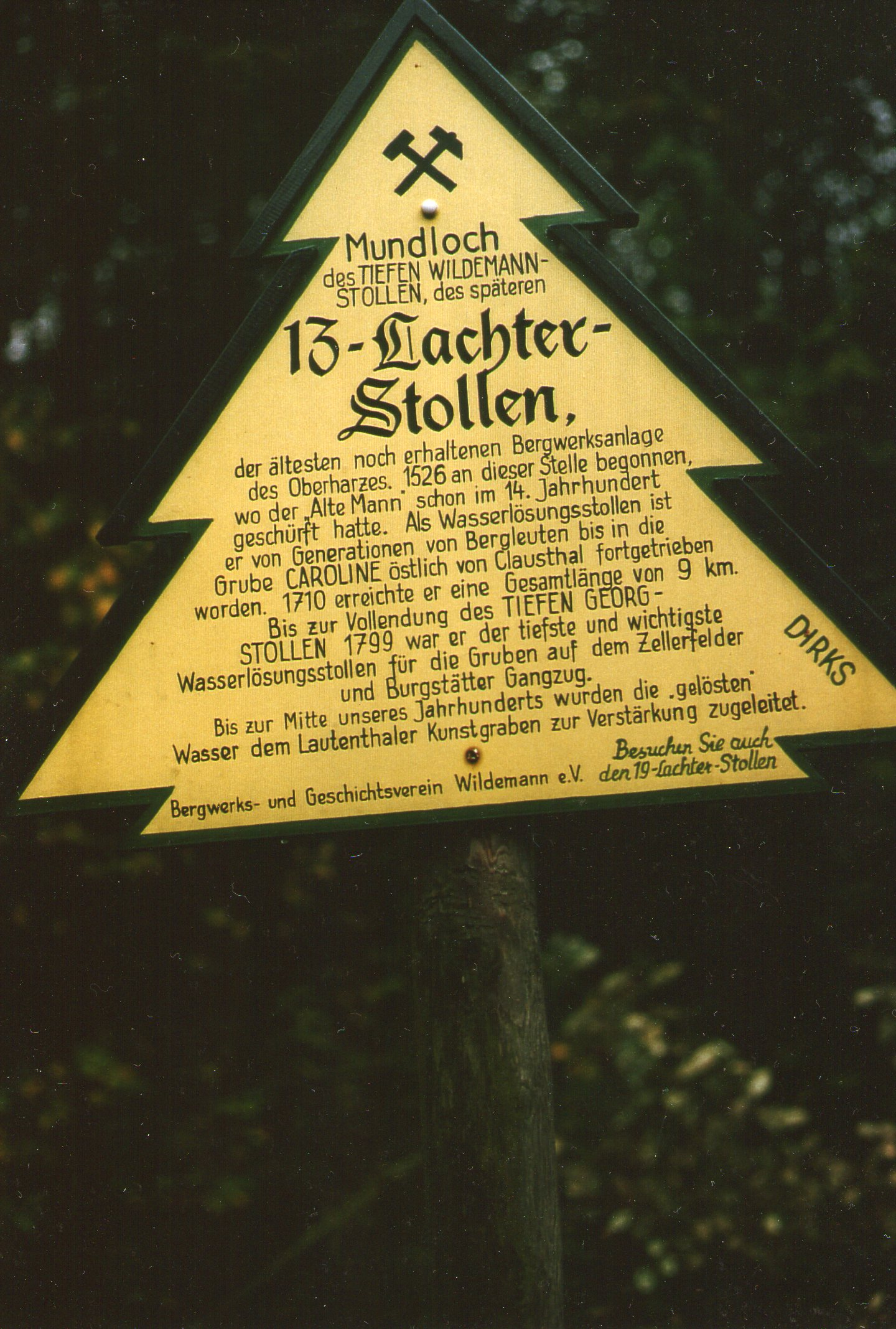
Dennert-Tanne am Mundloch

Zwischen 1524 und 1526 veranlasste Herzog Heinrich der Jüngere die Wiederaufnahme von Bergbautätigkeiten bei Wildemann. Der Stollen wurde in diesem Zeitraum aufgewältigt und weitergetrieben. Er war von Beginn an als Wasserlösungsstollen konzipiert.
Nach etwa zwanzig Jahren wurden die Arbeiten aufgrund von hartem Gestein und mangelnder Bewetterung nach nur 714 Lachtern (1400 m) eingestellt. 1551 begann man mit dem Oberen Wildemanns-Stollen eine Möglichkeit zu schaffen, das Frischluftproblem zu lösen. Genau wie bei dem 13-Lachter-Stollen mussten aber auch die Arbeiten am 19- und später 16-Lachter-Stollen wegen der Gesteinshärte eingestellt werden.
1570 fehlten Alternativen, weshalb man das Vorantreiben der Stollen fortsetzte. Der 19-Lachter-Stollen wurde später zum Getroster Hedwigstollen umbenannt. Nur durch Nutzung von Schlägel und Eisen wurde der 13-Lachter-Stollen ab 1634 durch den Stuffenthaler Gangzug bis zum Treuen Schacht und von dort ab 1693 bis zu den Gruben des Burgstätter Reviers vorgetrieben. Um 1680 erreichten die Bergleute das Zellerfelder Revier. Die Strecke vom Mundloch in Wildemann zur Clausthaler Markscheide betrug 2590 Lachter (4983 m) und von dort bis zur Grube Neue Benedicte und Prinz Friedrich Ludwig weitere 1580 Lachter (3040 m). Der letzte Abschnitt führt zur Grube Caroline, die man 1710 nach einer Gesamtlänge von 4630 Lachtern (8907 m) bei einer Teufe von 73 Lachtern (140 m) erreichte.
Die Strecke von der Grube Haus Sachsen bis zum Mundloch legte man mit einem geringeren Gefälle als den restlichen Teil des Stollens an, um so ein Kunstrad im Stollen zu integrieren, welches seine Aufschlagwasser von der Grube Jungfrau erhielt.
Bis zur Vollendung des Tiefen Georg-Stollens im Jahr 1799 war er der tiefste und wichtigste Wasserlösungsstollen für die Gruben auf dem Zellerfelder, Rosenhöfer und Burgstätter Gangzug.
Bis Mitte des 20. Jahrhunderts wurden die „gelösten“ Wasser dem Lautenthaler Kunstgraben zur Verstärkung zugeleitet. Das Wasser wurde genutzt, um Wasserräder und somit Pumpen anzutreiben, die aus noch tieferen Gruben weiteres Wasser fördern konnten.

### Namensgebung
Der Name 13-Lachter-Stollen kommt vom Lachter, einem Längenmaß aus dem Bergbau. Der Stollen wurde so genannt, da er 13 Clausthaler Lachter (ca. 25 m) unter dem nächsthöheren Wasserlösungsstollen, dem 19-Lachter-Stollen, lag. Dieser befand sich wiederum 19 Lachter unter dem 16-Lachter-Stollen und dieser 16 Lachter unter dem Frankenscharrn-Stollen.